# Багдасарян, Ашот Геворгович
Ашот Геворгович Багдасарян (арм. Աշոտ Բաղդասարյան, 8 октября 1952 — Ереван) — армянский политический деятель и предприниматель.
- 1974 — окончил Ереванский политехнический институт. Инженер, специалист по машинам и аппаратам пищевой промышленности. Удостоен памятной медали “Герб Еревана” (2002).
- 1974—1975 — работал инженером в Ереванском проектном институте “Электропроект”.
- 1975—1976 — инженер-механик геолого-разведочного треста управления цветной металлургии Армянской ССР.
- В 1976 работал главным механиком геологофизической экспедиции того же треста, а в 1976—1981 — старший инженер, затем ведущий инженер отдела главного механика, энергетика и комплектации приборов Министерства пищевой промышленности.
- 1981—1982 — главный инженер Абовянского пивзавода, с 1982 — главный инженер Ереванского пивзавода, в 1987 г. директор, в 1996 г. исполнительный директор ЗАО “Ереванское пиво”, в 1997—2003 — генеральный директор, с 2003 — председатель совета директоров ЗАО “Ереванское пиво”.
- 25 мая 2003 — избран депутатом парламента. Член постоянной комиссии по финансово-кредитным, бюджетным и экономическим вопросам. С 22 июля 2006 г. член РПА.